# Metallochlora albolineata
Metallochlora albolineata är en fjärilsart som beskrevs av Arnold Pagenstecher 1900. Metallochlora albolineata ingår i släktet Metallochlora och familjen mätare. Inga underarter finns listade i Catalogue of Life.